# Ilario Pegorari
Ilario Pegorari (né le 9 janvier 1949 à Caspoggio - mort le 17 août 1982 en Nouvelle-Zélande) est un skieur alpin Italien.

## Biographie
Son meilleur résultat est une deuxième place, obtenue lors d'un slalom au Mont-Sainte-Anne le 4 mars 1973.

## Palmarès

### Coupe du Monde
- Meilleur classement final: 20e en 1973.
- 2 podiums
- Meilleur résultat: 2e.

#### Différents classements en coupe du monde
| Année/Classement | Année/Classement | Général | Général | Descente | Descente | Slalom | Slalom | Géant  | Géant  |
| ---------------- | ---------------- | ------- | ------- | -------- | -------- | ------ | ------ | ------ | ------ |
| Année/Classement | Année/Classement | Class.  | Points  | Class.   | Points   | Class. | Points | Class. | Points |
| 1973             | 1973             | 20e     | 39      | -        | -        | 5e     | 38     | 32e    | 1      |
| 1974             | 1974             | 49e     | 3       | -        | -        | 25e    | 3      | -      | -      |
| 1975             | 1975             | 58e     | 2       | -        | -        | 18e    | 2      | -      | -      |